# Fin Bartels
Fin Bartels, född 7 februari 1987 i Kiel, är en tysk fotbollsspelare som spelar för Werder Bremen i Bundesliga. 

## Karriär
Bartels kom till St. Pauli från Hansa Rostock inför säsongen 2010/2011. Han har tidigare spelat för Holstein Kiel i dåvarande tyska tredjedivisionen Regionalliga samt för Hansa Rostock, som då huserade i Bundesliga och senare i 2. Bundesliga.